# Rue De La Gauchetière
Une proposition de fusion est en cours entre Avenue des Canadiens-de-Montréal et Rue De La Gauchetière.
La rue De La Gauchetière est une voie de Montréal.

## Situation et accès

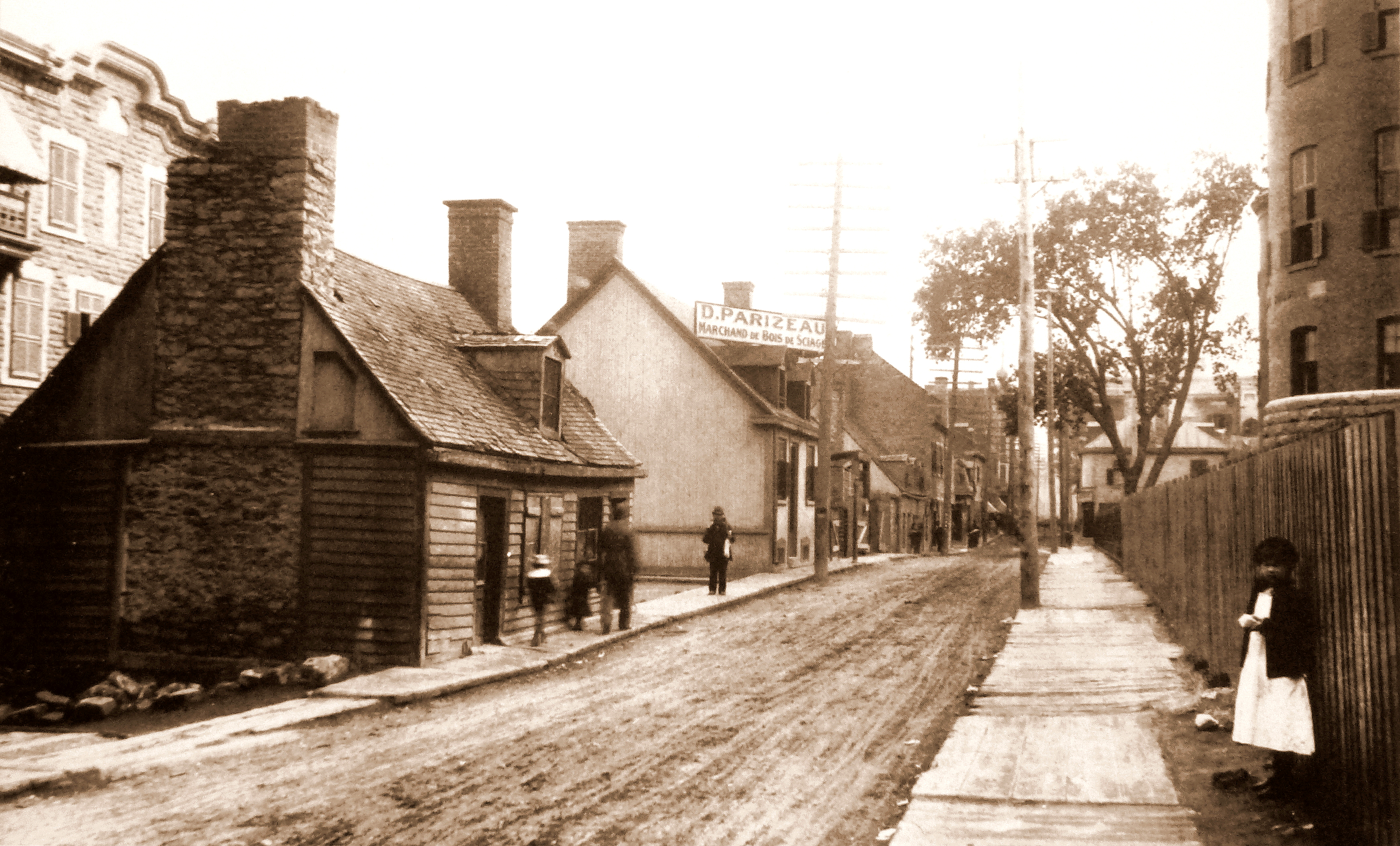
Perspective vers l'ouest depuis rue de Bullion, annexes de l'Hôpital Général à droite, vers 1910

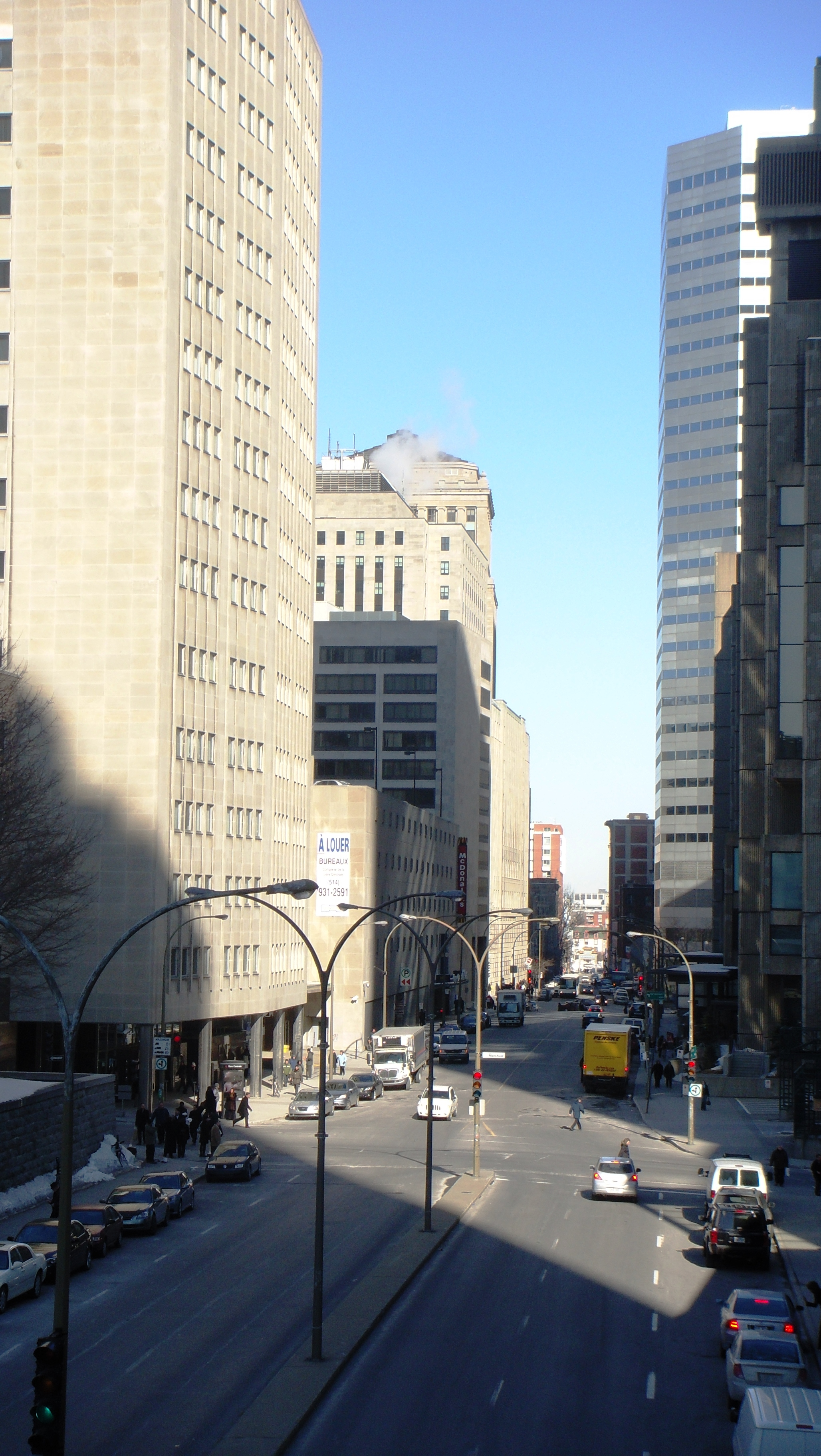
Vers l'ouest, proche du 1000 De La Gauchetière

D'axe nord-est / sud-ouest, elle relie rue Peel, au centre-ville de Montréal à la rue Wolfe (une rue à l'est de la rue Atateken). Le tronçon entre la rue Peel et la rue de la Montagne, située face au Centre Bell, est renommé l'avenue des Canadiens-de-Montréal en 2009.
À noter qu'il existe un autre tronçon entre l'avenue Papineau et la rue Dorion et d'autres tronçons dans la ville de Montréal-Est et le quartier Pointe-aux-Trembles.
Elle est piétonne du boulevard Saint-Laurent à l'est, jusqu'à la rue Jeanne-Mance à l'ouest. Il s'agit d'une des plus vieilles rues tracées en dehors des fortifications, la rue traverse également le Quartier international et le Quartier chinois. À son extrémité ouest, on y retrouve le Centre Bell. 
C’est une des rues les plus étroite du centre-ville, mais aussi une rue de grand contraste car parfois bordées d’habitations à deux étages, parfois en marge des plus hauts gratte-ciel de Montréal.

## Origine du nom
Ce nom rappelle la mémoire de Daniel Migeon, sieur de La Gauchetière, (1671-1746), capitaine et propriétaire terrien du lieu par où passe cette voie. Ce terrain avait été concédé par les seigneurs de Montréal le 12 décembre 1665 à Jean-Baptiste Migeon de Branssat, son père.
Le nom Gauchetière origine probablement de la modification du patronyme Gauchet, du nom de la mère du seigneur, Catherine Gauchet de Belleville, que son fils a repris dans son identification.

## Bâtiments remarquables et lieux de mémoire
- L'accès le plus près au Montréal souterrain est au coin de la rue Saint-Urbain, via le Complexe Guy-Favreau.
- La station de métro la plus près de la section piétonnière est Place-d'Armes, de l'autre côté du Parc la séparant du complexe.
- Gare centrale de Montréal
- Gare Lucien-L'Allier
- Tour 1000 De La Gauchetière
- Quartier chinois de Montréal
- Quartier international de Montréal